# Pietrelcina
Pietrelcina (Pretapucìna in dialetto locale) è un comune italiano di 2 912 abitanti della provincia di Benevento in Campania.

## Geografia fisica

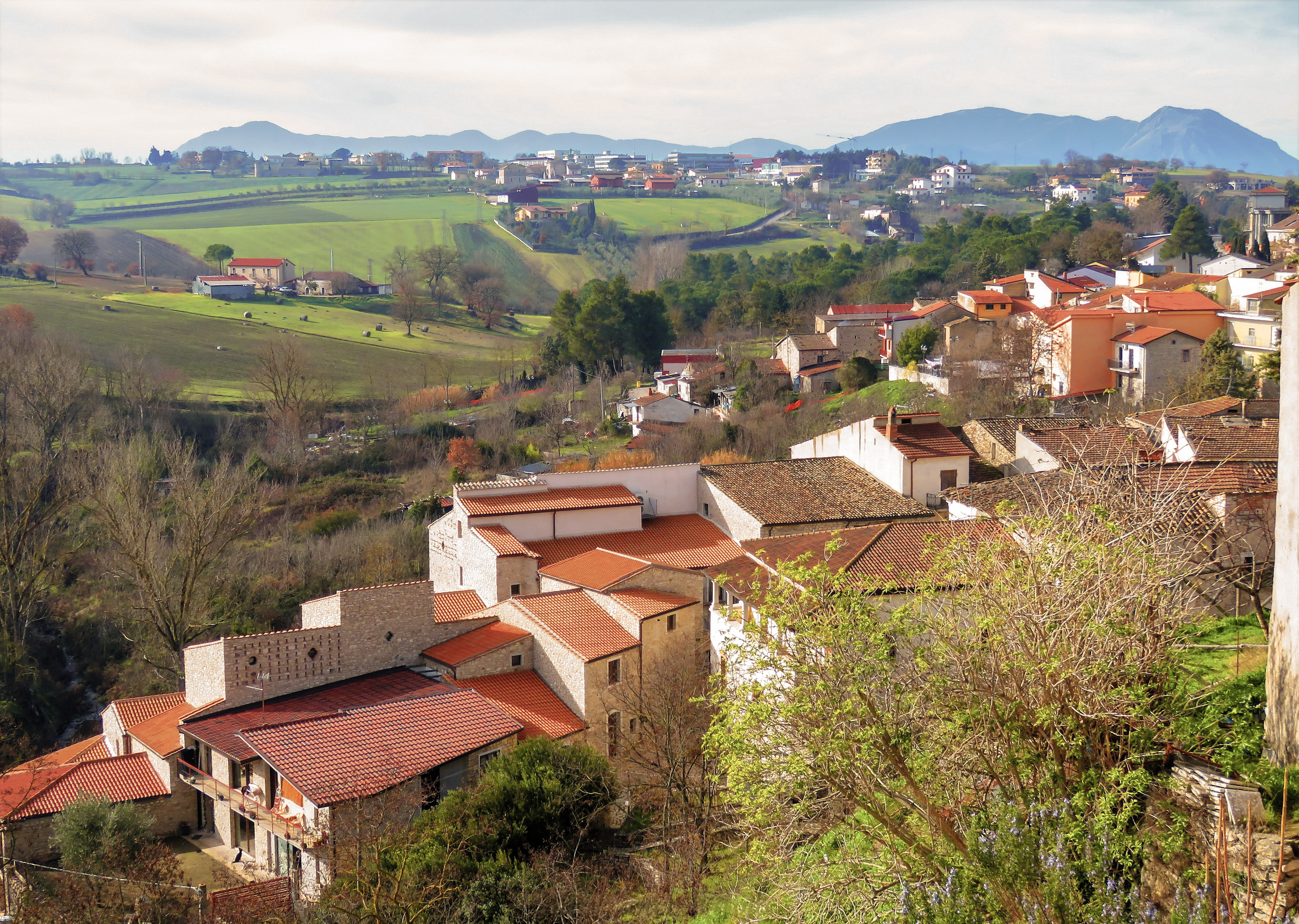
Panorama dal rione Castello, con il massiccio del Taburno Camposauro sullo sfondo

Direttamente confinante col capoluogo provinciale, Pietrelcina è situata su una collina a poco più di 340 m di altitudine sulla destra del fiume Tammaro. L'escursione altimetrica del territorio comunale va da un minimo di 152 m s.l.m. a 569 m s.l.m. La superficie agricola utilizzata è di 1797,99 ha. Fa parte della Regione Agraria n. 5 - Colline di Benevento.

## Origini del nome
Il toponimo deriva dall'antico Pietrapulcina, composto da pietra e da un elemento pulcina di origine incerta.

## Storia

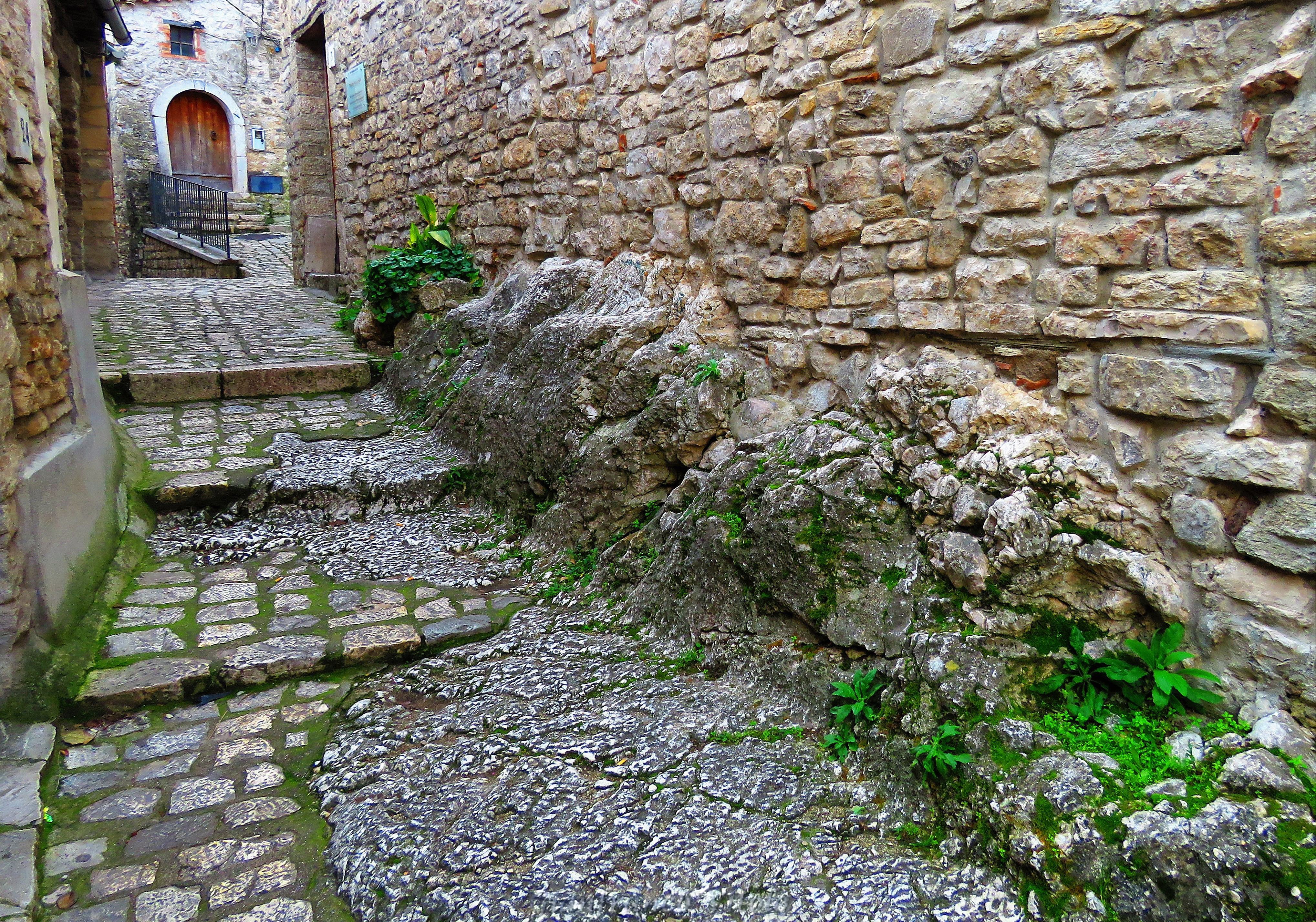
Stradina nel rione Castello

Viene nominata per la prima volta nel XII secolo da Falcone Beneventano col termine Petrapulsino. In epoca normanna appartenne dapprima ai conti di Ariano, quindi alla contea di Buonalbergo ed infine, nel 1138, fu devastata da re Ruggero II di Sicilia detto il "Normanno". In epoca successiva passò sotto Bartolomeo Camerario, poi ai Caracciolo, ai D'Aquino e quindi ai Carafa che la tennero fino all'abolizione del feudalesimo avvenuta nel 1806.
Il terremoto del 1456 e quello del 5 giugno 1688 fecero danni ingenti al paesino. Nel quadriennio 1743-46 il suo territorio fu soggetto alla giurisdizione del regio consolato di commercio di Ariano, nell'ambito della provincia di Principato Ultra. Un'epidemia di colera nel 1854 ne decimò la popolazione. Fino al 1861 fece parte del distretto di Ariano del Principato Ultra, dopodiché fu aggregato alla provincia di Benevento.
Nel 1887 in una casetta del centro storico nacque Francesco Forgione, frate cappuccino meglio conosciuto come padre Pio da Pietrelcina. Grazie al flusso turistico nato a seguito della sua beatificazione e consolidatosi dopo la sua canonizzazione, Pietrelcina è diventato un importante centro di turismo religioso. Con decreto del presidente della Repubblica Ciampi del 23 ottobre 2002, il comune di Pietrelcina fu insignito del titolo di città.

### Simboli
Lo stemma e il gonfalone sono stati concessi con DPR del 5 settembre 1995.
Stemma
Gonfalone

## Monumenti e luoghi d'interesse

### Architetture religiose

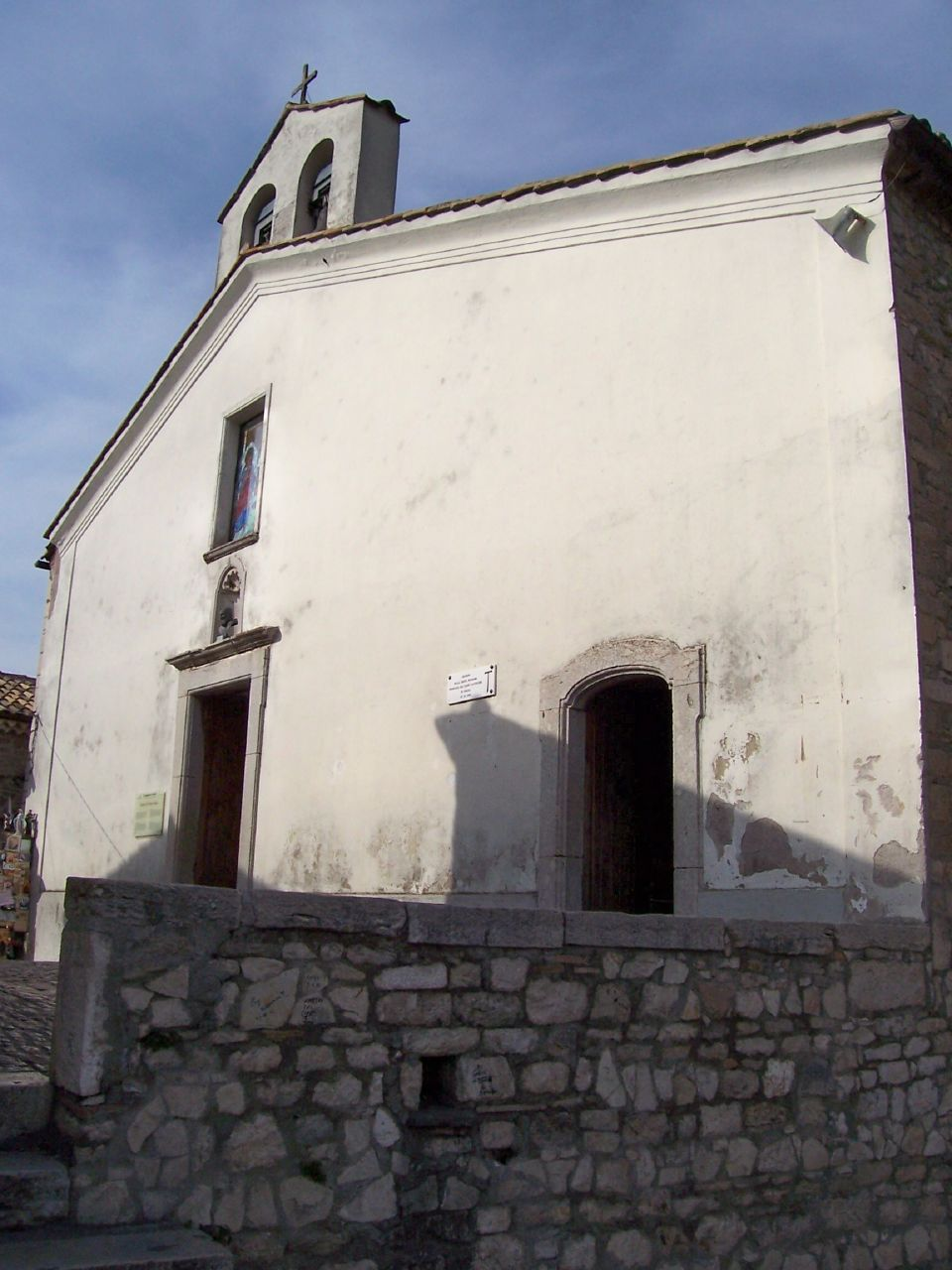
Chiesa di Sant'Anna

- Chiesa di Sant'Anna

Edificio sacro sito nel rione "Castiello", risalente al XIII secolo ma ricostruito dopo il sisma del 1688. Nel 1843 perse il titolo di parrocchia che fu trasferito all'attuale chiesa madre. L'interno è costituito da due navate abbellite da un soffitto ligneo a quadrature dipinte e da alcune sculture lignee che si conservano nella navata minore. Sotto l'altare di Sant'Anna sono conservate le reliquie di San Pio Martire. Queste reliquie, donate dai feudatari Carafa nel 1801, furono oggetto di devozione da parte di Padre Pio e influirono sulla scelta del nome religioso. In questa chiesa il Santo di Pietrelcina fu battezzato il 26 maggio 1887 (il fonte battesimale è sito a sinistra dell'ingresso), ricevette la Prima Comunione e il 27 settembre 1899, a dodici anni, fu cresimato

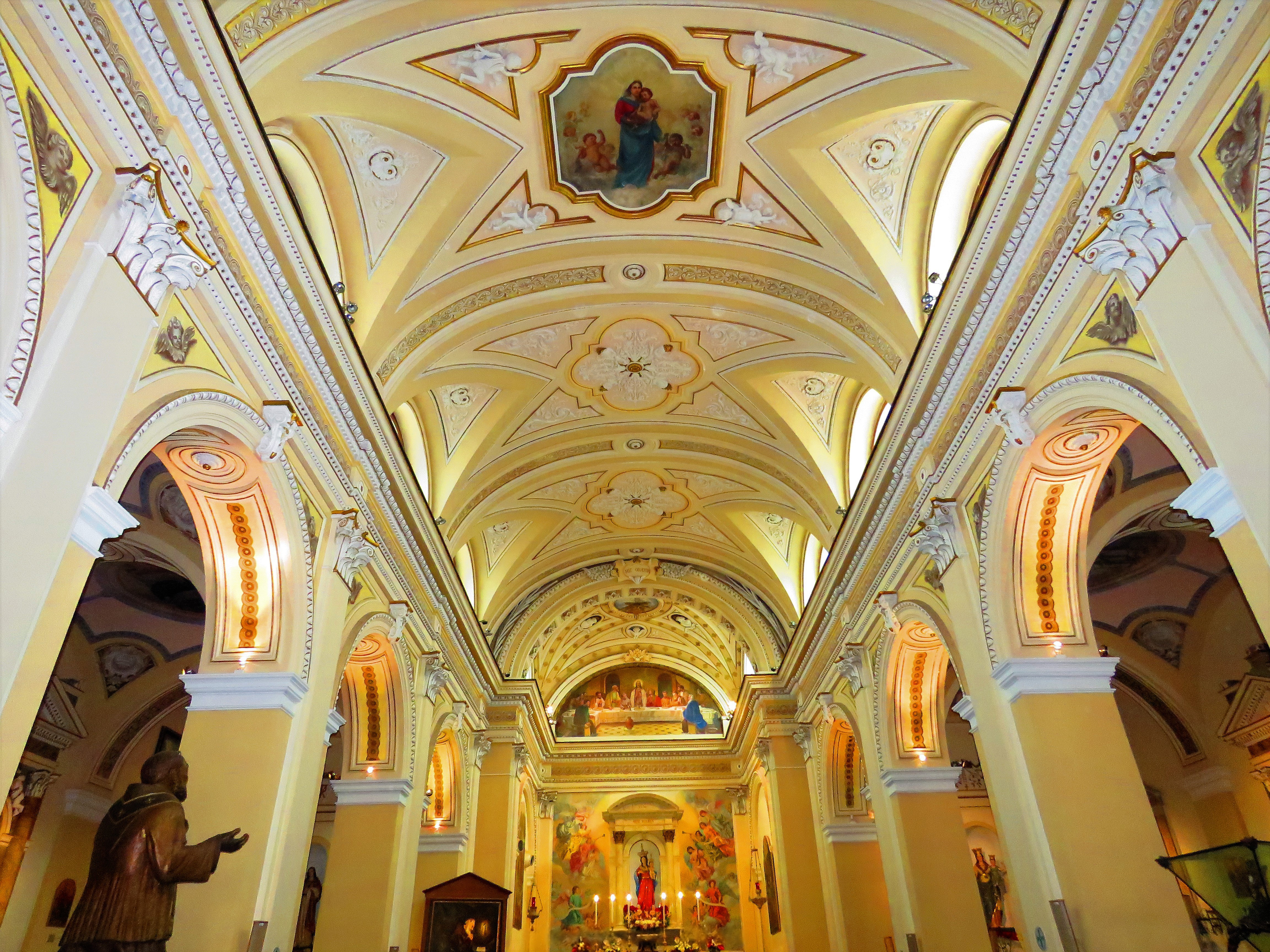
Interno della Chiesa di Santa Maria degli Angeli

- Chiesa madre di Santa Maria degli Angeli

Distrutta dal terremoto del 5 giugno 1688, venne ricostruita a tre navate con pianta a croce greca. Divenuta sede parrocchiale nel 1843, vi si venera la Madonna della Libera, patrona di Pietrelcina. La statua lignea della Vergine è di scuola napoletana (fine XVII secolo). Il portale in bronzo, realizzato nel 2000, è composto da otto formelle in bronzo che raccontano la storia di Pietrelcina e di Padre Pio. Dal 1910 al 1916 qui si svolse il suo ministero pastorale e qui egli celebrò la sua prima messa il 14 agosto 1914.
- Chiesa della Sacra Famiglia

L'architettura fu iniziata nel 1926 e venne portata a termine nel 1951 quando fu consacrata dall'arcivescovo di Benevento Mancinelli. Realizzata in stile neoromanico, è a tre navate; la centrale è più ampia rispetto alle altre due ed è sovrastata da una volta a crociera mentre le altre due navate sono coperte da volta a botte. Lungo le navate laterali sono siti diversi altari aventi sculture lignee e mosaici di scuola vaticana.
- Cappella di San Francesco a Piana Romana

Altro luogo sacro costruito nel 1958 nella località "Piana Romana", dove era sita la campagna dei Forgione. La cappella venne eretta nel posto dove il Santo amava raccogliersi in preghiera in una capannuccia di paglia. Nel luogo sacro, ad aula unica, è conservato l'olmo dove ricevette le prime stimmate che descrisse in una lettera indirizzata al suo padre spirituale. Poco distante dalla cappella si trova un pozzo che fu scavato nel luogo che Padre Pio indicò a suo padre, irritato perché non riusciva a trovare un punto con la presenza di acqua.

### Architetture civili
- Case della famiglia di Pio da Pietrelcina

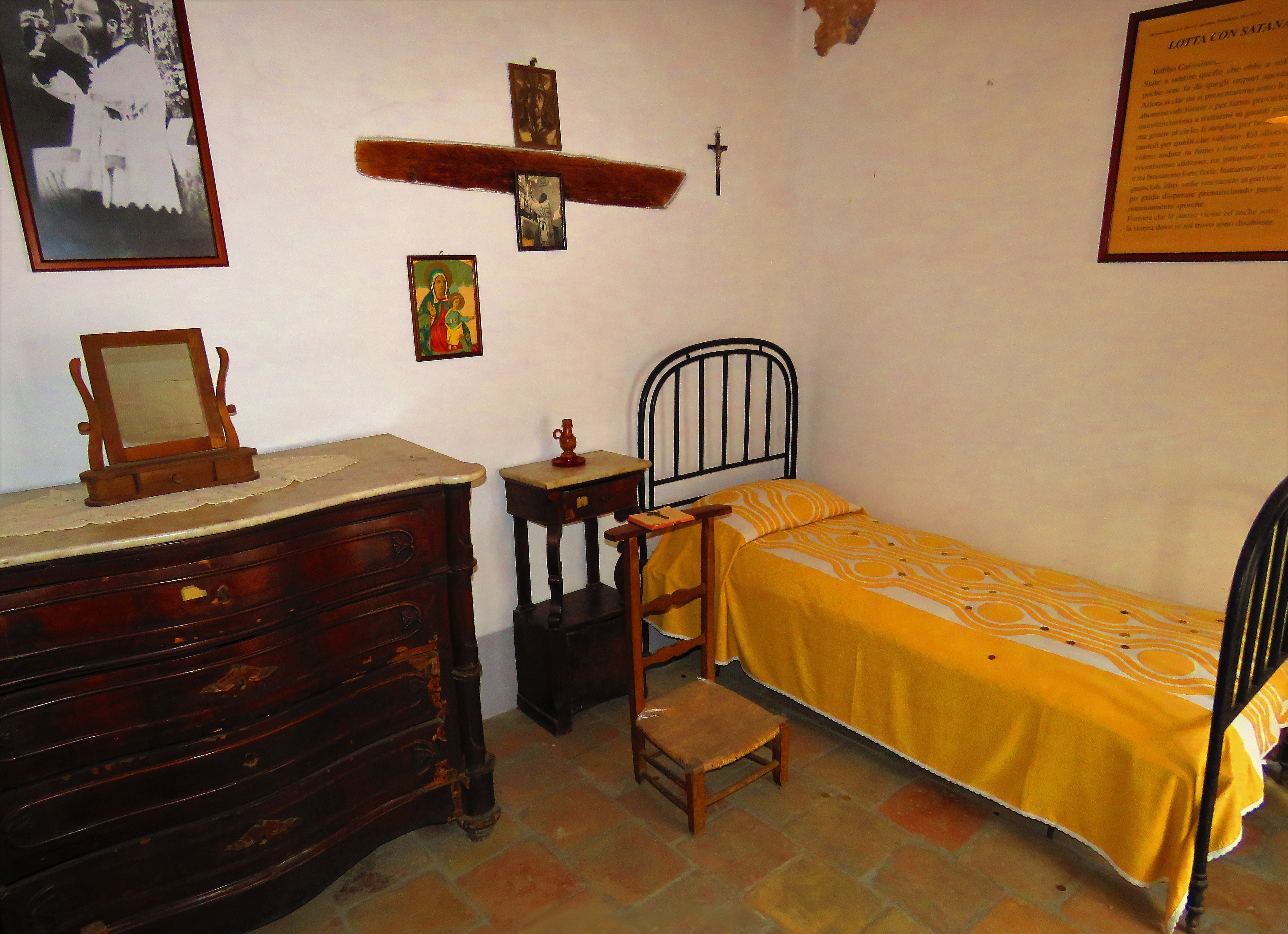
Casa natale di san Pio

La casa natale di san Pio da Pietrelcina si trova al numero civico 27 di vico Storto Valle e non è costituita da un'unica unità abitativa ma da più vani che si affacciano sulla stessa strada. In questa casa nacque Francesco Forgione, nella camera da letto dei genitori, alle ore 17 del 25 maggio 1887 quando la madre era appena tornata dalla campagna dopo aver aiutato il marito Grazio. Nel pavimento della camera da letto è sita una botola che conduceva al magazzino dove riposava l'asino che il padre di Padre Pio usava per andare a lavorare in campagna.
Al numero civico 28 sono siti due altri ambienti: la cucina, con il focolare e l'arredo originario, e la camera da letto di alcuni bambini, diventata successivamente sala da pranzo. Secondo la credenza, in questa stanza Padre Pio fece le sue prime esperienze soprannaturali. Nella camera Padre Pio usava dormire spesso per terra, usando una pietra come cuscino.
Altra casa, meta di pellegrinaggio, è la casa del fratello primogenito di Padre Pio, Michele, dove il santo abitò fra il 1912 e il 1916.
- Convento dei Padri Cappuccini e Museo di Padre Pio

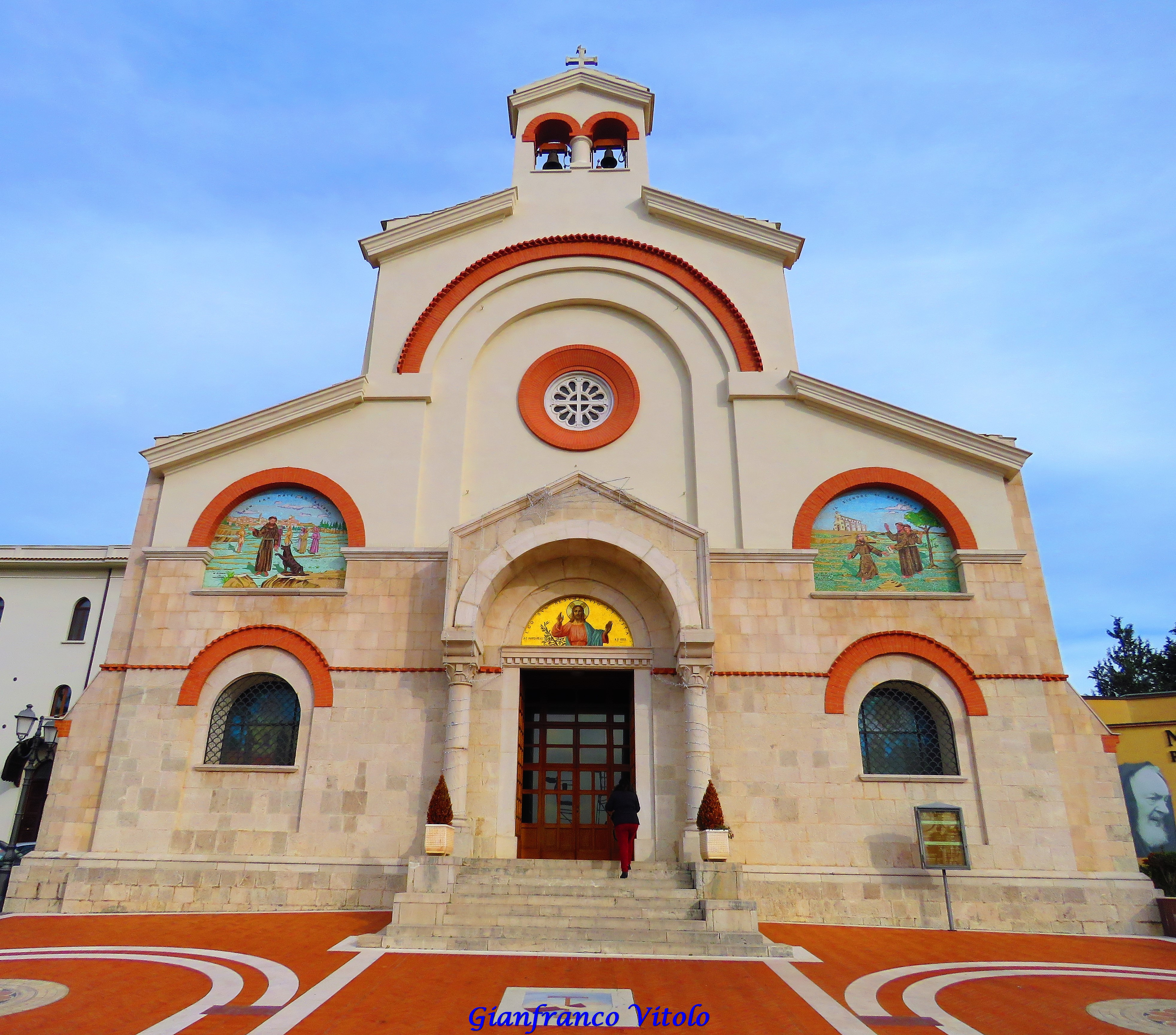
La chiesa della Sacra Famiglia annessa al convento dei Cappuccini

Sito in località "Gregaria" (viale Cappuccini) venne terminato nel 1928 nel luogo che fu indicato dallo stesso San Pio all'arciprete dell'epoca don Salvatore Pannullo. Il cantiere fu finanziato dalla ricca benefattrice americana Mary Pyle ma venne abitato dai frati solo nel 1947. Il convento, oltre ad ospitare i frati, è sede di un piccolo museo in cui sono conservati alcuni oggetti che hanno qualche legame con San Pio come la tunica con tracce di sangue che era quella usata durante la sua flagellazione settimanale.
- Vecchio frantoio del rione Castello
- "Casino di struscio", masseria fortificata della famiglia De Tommasi

## Società

### Evoluzione demografica
Dal 2014 il comune di Pietrelcina ospita rifugiati politici di nazionalità diverse tra cui pakistani, indiani, nigeriani.
Abitanti censiti

## Cultura
La cultura pucinese è molto legata alla patrona Madonna della Libera, venerata il 3 dicembre di ogni anno. Molto sentita è la devozione a Padre Pio che qui nacque e visse i primi anni di vita. Vi è ancora oggi la casa natale del santo, adibita a museo e dove ogni anno vi è un nutrito pellegrinaggio di fedeli.

## Economia
- Turismo religioso
- Agricoltura

## Infrastrutture e trasporti

### Strade
Il comune è attraversato dalla strada statale 212 della Val Fortore, dalla SS 212 var e dalle strade provinciali 58 e 61.

### Ferrovie
Il comune è servito dalla stazione di Pietrelcina, situata sulla ferrovia Benevento-Campobasso e attiva per fini turistici.

## Amministrazione
| Periodo        | Periodo        | Primo cittadino   | Partito                         | Carica  | Note |
| -------------- | -------------- | ----------------- | ------------------------------- | ------- | ---- |
| 1964           | 1988           | Lino Mastronardi  | Democrazia Cristiana            | Sindaco |      |
| 1988           | 27 aprile 1997 | Pio Iadanza       | Democrazia Cristiana            | Sindaco |      |
| 27 aprile 1997 | 28 maggio 2006 | Domenico Masone   | lista civica Il faro            | Sindaco |      |
| 29 maggio 2006 | 15 maggio 2011 | Gennaro Fusco     | lista civica Il faro            | Sindaco |      |
| 16 maggio 2011 | 3 ottobre 2021 | Domenico Masone   | lista civica Il faro            | Sindaco |      |
| 4 ottobre 2021 | in carica      | Salvatore Mazzone | lista civica Pietrelcina futura | Sindaco |      |

### Gemellaggi
- San Giovanni Rotondo, dal 2005
- Betlemme
- Wadowice, dal 2006